# Coelophragmus auriculatus
Coelophragmus auriculatus är en korsblommig växtart som först beskrevs av Asa Gray, och fick sitt nu gällande namn av Otto Eugen Schulz. Coelophragmus auriculatus ingår i släktet Coelophragmus, och familjen korsblommiga växter. Inga underarter finns listade i Catalogue of Life.